# The Signal – Part One
The Signal – Part One är en EP av Plan Three, släppt 2011 på skivbolaget Ninetone Records och distribuerat av Universal Music. Albumet är inspelat i Sidelake Studios, Sundsvall samt Ramtitam Studios i Stockholm och är producerat av Patrik Frisk, Kristoffer Folin och Plan Three.

## Låtlista
1. "Chasing Tornadoes" – 04:27
2. "The Soldier" – 03:23
3. "Wake Up" – 03:11
4. "Battle Song" – 03:48
5. "Kill Anyone" – 03:55